# Pascal Payet
Pascal Payet, född 7 juli 1963, är en fransk brottsling som blev känd för sin våghalsiga rymning från fängelse med en helikopter. Han dömdes från början till 30 år i fängelse för ett mord som begicks under ett rån mot en säkerhetsbil 1997.